# Rétenteur d'eau
Un rétenteur d'eau est un adjuvant pour matériaux cimentaires tels que les coulis, les mortiers de ciment et les bétons de ciment. Il est utilisé pour réduire la tendance au ressuage de ces matériaux. Ceci augmente alors leur stabilité.

## Composition
Les rétenteurs d'eau peuvent être des polymères superabsorbants tels que les éthers de cellulose tels que le méthylcellulose (MC), l'hydroxyéthyl méthyl cellulose (en) (HEMC), l'hydroxypropyl méthyl cellulose (HPMC) et le carboxyméthylcellulose (CMC).

## Mécanisme
Le superabsorbant absorbe une grande quantité d'eau libre du béton et l’interdit ainsi de sortir de ce matériau.

## Effets sur le béton frais
En plus de réduire la tendance au ressuage, les rétenteurs d'eau augmentent la cohésion et la viscosité des bétons frais fluides. Un compromis est à trouver entre la rétention d’eau et la viscosité et donc la maniabilité du béton frais.

## Utilisations
Les rétenteurs d'eau sont surtout utilisés dans le béton autoplaçant.

## Caractérisation
La norme NF EN 413-2 indique, entre autres, une méthode d'essai sur mortier frais pour la rétention d'eau.